# Ella Eyre
Ella McMahon (Londres, Inglaterra, 1 de abril de 1994), más conocida por su nombre artístico Ella Eyre, es una cantante y compositora británica. Alcanzó relevancia por su colaboración «Waiting All Night» (2013) con Rudimental, que alcanzó el puesto número 1 de la lista de sencillos de Reino Unido y ganó el galardón sencillo británico en los Brit Awards de 2014, y también por el tema «Gravity» (2015) con DJ Fresh.
Eyre captó la atención de la industria musical británica en 2013, al aparecer en el segundo lugar de la encuesta Sound of 2014 y entre los nominados al galardón elección de los críticos en los Brit Awards de 2014. En agosto de 2015, Eyre publicó su álbum debut, Feline, que ingresó al puesto 4 del listado de álbumes de Reino Unido, y tres de sus cortes —«If I Go», «Comeback» y «Together»— entraron a las veinte principales del ranking de sencillos británica.

## Primeros años
Ella Eyre nació el 1 de abril de 1994 en la ciudad de Londres en Inglaterra, como Ella McMahon. Creció en el barrio de Ealing, en el oeste de su ciudad natal. Eyre es de padre escocés,   y de madre Irlandesa.[cita requerida] Es hija única de dos chefs; su madre Teri (Teresa)  también trabaja como diseñadora de pasteles. A pesar de haber sido criada por una madre soltera, Eyre siempre recibió el apoyo de su padre. En su niñez, era una nadadora competitiva, y por sus habilidades, recibió una beca para estudiar en la escuela Millfield, un internado deportivo en Somerset, en el que estudió por cinco años, pero con el tiempo tuvo que retirarse debido a una infección crónica en el oído causado por la natación.

## Carrera musical

### Comienzos
Eyre comenzó a componer y a cantar a los dieciséis años, a esa misma edad, en 2011, se mudó a Croydon para estudiar teatro musical en la BRIT School for Performing Arts and Technology, escuela en la que estudiaron artistas como Adele, Amy Winehouse, Jessie J, entre otros. Allí desarrolló sus capacidades vocales; en las obras de teatro interpretó el papel de Tallulah, de Bugsy Malone. Según la artista, con este personaje encontró su «amor por el canto y la actuación». Eyre trabajó como camarera los fines de semana. A menos de un mes de haber salido de la escuela, en 2011 fue descubierta por su sello gracias a su entrenador vocal. En 2012 firmó un acuerdo de grabación con el sello discográfico Virgin EMI. Eyre afirma que Adele fue una figura determinante para querer ser una estrella del pop, después de haber presenciado su actuación musical en los Brit Awards de 2011 con su canción «Someone like You».
En 2012, después de prestar su voz para un mashup de una versión de la canción «No Scrubs» de TLC y «Angels» de la banda The xx junto a la banda Bastille, Eyre atrajo la atención del público británico y varios artistas se interesaron en colaborar con ella. Ella participó en un nuevo tema versionado de «Angels», titulado «No Angels», a petición de la banda, que incluyeron en la mixtape Other People's Heartache, Pt. 2, de 2012. Impresionados por su voz, Rudimental invitó a la intérprete a participar como vocalista en un tema llamado «Waiting All Night»; Eyre formó parte de una gira musical que Rudimental llevó a cabo por Reino Unido, y la banda al apreciar las buenas reacciones del público cuando Eyre interpretaba «Waiting All Night», decidieron lanzar el tema como un corte de su álbum debut, Home, en abril de 2013. La canción tuvo un éxito en ventas en varios países europeos y oceánicos; entró a las primeras diez posiciones en Alemania, Bulgaria, Irlanda y Nueva Zelanda. «Waiting All Night» ingresó en la número 1 de la lista de sencillos británica en abril de 2013, y figuró como el duodécimo sencillo más vendido en Reino Unido de dicho año. Hasta julio de 2014, «Waiting All Night» había vendido 770 000 unidades en Reino Unido, y en reconocimiento a sus ventas en dicho territorio, la British Phonographic Industry (BPI) lo certificó platino. Ella prestó su voz para el tema «Think About It», de Naughty Boy, con Wiz Khalifa; la canción se lanzó como un sencillo del álbum debut de Naughty Boy, Hotel Cabana, en noviembre de 2013. Posteriormente colaboró con el rapero Tinie Tempah su canción «Someday (Place in the Sun)», para su álbum Demonstration, que entró en la posición 87 de la lista de sencillos de Reino Unido en noviembre de 2013, sin haber sido publicado como un sencillo.
En diciembre de 2013 Eyre publicó su EP debut Deeper. Para 2014 Eyre obtuvo tanta notoriedad en Reino Unido, que los jueces de los Brit Awards la eligieron como una de las finalistas para el galardón elección de los críticos y también se ubicó en el segundo puesto del sondeo Sound of 2014, de la BBC, por detrás de Sam Smith.

### Feline(2014-15)
En febrero de 2014, ganó el premio Brit al sencillo británico por «Waiting All Night»; en dicha ceremonia realizó una puesta en escena «Pompeii» y «Waiting All Night», junto con Bastille y Rudimental. A mediados de julio de 2014 salió a la venta el sencillo debut de la artista, «If I Go», que obtuvo la número 16 del ranking de sencillos británica. «If I Go» fue sucedido por «Comeback» (2014) y «Together» (2015), que entraron en el puesto 12 de la lista de éxitos de Reino Unido.
Eyre coescribió «Changing» para el dúo Sigma y Paloma Faith, que fue puesto en venta a mediados de septiembre de 2014 y alcanzó la número 1 de la lista de sencillos británica. En octubre, Eyre ganó el galardón mejor revelación en los MOBO Awards 2014. El 8 de febrero de 2015 DJ Fresh publicó «Gravity», en la que Eyre participa como vocalista. El tema ingresó al puesto 4 de la lista de popularidad de sencillos de Reino Unido, y se convirtió en el segundo tema de la artista que entra a las cinco principales de dicho listado, después de su colaboración «Waiting All Night». En mayo de 2015, una canción compuesta por Eyre, «Black Smoke», fue usada por Ann Sophie, participante alemana en el Festival de la Canción de Eurovisión en 2015. Desde el 31 de marzo hasta mediados de junio de 2015 Eyre actuó como telonera para una gira musical Never Been Better Tour de Olly Murs por Europa. Eyre se dio a conocer como la «cara» de la campaña de publicidad para una fragancia de Emporio Armani. En septiembre, la artista lanzó una versión de «Swing Low, Sweet Chariot» en asociación con la selección de rugby de Inglaterra, coincidiendo con la Copa Mundial de Rugby de 2015.
El 14 de agosto de 2015 salió a los mercados musicales «Good Times» como el cuarto corte de su primer álbum de estudio Feline, que Virgin EMI publicó el 21 del mismo mes. La edición regular de Feline consta de catorce temas, con la producción de Greg Wells, conocido por trabajar con artistas como Adele y Katy Perry, y Jarrad Rogers. Feline entró en el puesto 4 de la lista de álbumes de Reino Unido. A principios de noviembre ganó el reconocimiento mejor artista femenino en los MOBO Awards, y en ese mismo mes realizó una serie de conciertos en Reino Unido para la promoción de su disco debut.

## Características musicales

### Influencias
Eyre comenta que la mayoría de la música que solía escuchar en su infancia, eran de artistas masculinos, y que le encantaba Gnarls Barkley y Jamiroquai. Cita a Hans Zimmer, Etta James, Basement Jaxx, Lauryn Hill y Ella Fitzgerald como sus motivadores musicales más importantes. En su infancia fue inducida por su padre a escuchar música reggae. Recuerda que el primer disco que compró fue Kish Kash, de 2003, de Basement Jaxx, a quien considera su «banda favorita». Eyre «admira a Amy Winehouse por sus letras», «la ética de trabajo» de Beyoncé y la «actitud» de Rihanna.

## Discografía
- Feline (2015)

## Sencillos
- Deeper (2013)
- If I go (2014)
- Comeback (2014)
- Together (2015)
- Good Times (2015)
- Swing Low, Sweet Chariot (2015)
- Came here for Love (2017) (con Sigala)
- Ego (2017) (ft. Ty Dolla Sign)
- Answerphone (2018) (Con Banx & Ranx ft. Yxng Bane)
- Just Got Paid (2018) (con Sigala y Meghan Trainor ft. French Montana)
- Mama (2019) (con Banx & Ranx ft. Kiana Ledé)
- New Me (2020)
- L.O.V.(e) (2020)
- Dreams (2020) (con Yxng Bane)
- Deep Down (2022) (con Alok y Kenny Dope feat ft Never Dull)

## Giras musicales
Telonera
- Never Been Better Tour de Olly Murs (2015)

## Premios y nominaciones
| Año  | Premiación  | Categoría                | Nominado            | Resultado     | Ref.   |
| ---- | ----------- | ------------------------ | ------------------- | ------------- | ------ |
| 2014 | BBC         | Sound of 2014            | Ella Eyre           | Segundo lugar | [ 2 ]  |
| 2014 | Brit Awards | Elección de los críticos | Ella Eyre           | Nominado      | [ 2 ]  |
| 2014 | Brit Awards | Sencillo británico       | «Waiting All Night» | Ganador       | [ 2 ]  |
| 2014 | MOBO Awards | Mejor revelación         | Ella Eyre           | Ganador       | [ 19 ] |
| 2015 | MOBO Awards | Mejor artista femenino   | Ella Eyre           | Ganador       | [ 23 ] |